# Кондзьолка Андрій Васильович
Андрій Васильович Кондзьолка (нар. 16 березня 1983, с. Сухівці Підволочиського району Тернопільської області, Україна) — український футболіст, півзахисник.

## Клубна кар'єра
Перший тренер — В. Миколайчук.
Виступав за «Збруч» (Підволочиськ), ДЮСШ № 3, ФК «Тернопіль-Нива-2», «Товтри» (Козлів), «Педліцей» (Тернопіль), «Буревісник» (Тернопіль). На професіональному рівні грав за ФК «Тернопіль».
Улітку 2016 року разом з Василем Чорним поїхав до Канади.